# Szászország uralkodóinak listája
Az alábbi lista Szászország uralkodóit (uralkodó hercegeit, választófejedelmeit és királyait) sorolja fel.

## A szász grófság, a törzshercegség (1180-ig) és a hercegség időszaka (1422-ig)
| Név                               | Uralkodása                                 | Dinasztia      | Megjegyzések                                                |
| --------------------------------- | ------------------------------------------ | -------------- | ----------------------------------------------------------- |
| Liudolf (* 805 k.)                | gr.: 844, †864/866. március 12.            | Liudolf        |                                                             |
| Brunó (* 840 k.)                  | hcg.: 864/866, †880. február 2.            | Liudolf        | (Liudolf fia).                                              |
| I. (Nemes) Ottó (* 851 k.)        | hcg.: 880, †912. november 30.              | Liudolf        | (Liudolf fia).                                              |
| I. (Madarász) Henrik (* 876)      | hcg.: 912, †936. július 2.                 | Liudolf        | (I. Ottó fia. Német királyként is uralkodott).              |
| (Nagy) Ottó (* 912. november 23.) | hcg.: 936–961, †973. május 7.              | Liudolf        | (I. Henrik fia. I. Ottó néven német-római császár is).      |
| Hermann (* 912)                   | hcg.: 961, †973. március 27.               | Billung        |                                                             |
| I. Bernát (* 959 k.)              | hcg.: 973, †1011. február 9.               | Billung        | (Hermann fia).                                              |
| II. Bernát (* 995 k.)             | hcg.: 1011, †1059. június 29.              | Billung        | (I. Bernát fia).                                            |
| Ordulf (* 1022 k.)                | hcg.: 1059, †1072. március 28.             | Billung        | (II. Bernát fia).                                           |
| Magnus (* 1047 k.)                | hcg.: 1072, †1106. augusztus 23.           | Billung        | (Ordulf fia).                                               |
| Lothár (* 1075.)                  | hcg.: 1106, †1137. december 4.             | Supplinburgiak |                                                             |
| (Büszke) Henrik (* 1108)          | hcg.: 1137, †1139. október 20.             | Welfek         | (Magnus leányági unokája, bajor herceg).                    |
| I. (Medve) Albert (* 1100 k.)     | hcg.: 1139–1142, †1170. november 18.       | Askaniak       | (Magnus leányági unokája).                                  |
| (Oroszlán) Henrik (* 1129)        | hcg.: 1142, tf.: 1180, †1195. augusztus 6. | Welfek         | (Büszke Henrik fia).                                        |
| III. Bernát (* 1140 k.)           | hcg.: 1180, †1212. február 2.              | Askaniak       | (I. Albert fia).                                            |
| II. Albert (* 1175 k.)            | hcg.: 1212, †1261. november 8.             | Askaniak       | (III. Bernát fia).                                          |
| I. János (* 1249)                 | hcg.: 1261 – 1282, †1285. július 30.       | Askaniak       | (II. Albert fia).                                           |
| III. Albert (* 1250 k.)           | hcg.: 1261, †1298. augusztus 25.           | Askaniak       | (II. Albert fia).                                           |
| II. János (*1275 k.)              | hcg.: 1282 – 1296, ld. a lap alján         | Askaniak       | (I. János fia, 1296-tól szász–lauenburgi herceg, ld. alul). |
| IV. Albert (*1281)                | hcg.: 1282 – 1296, ld. a lap alján         | Askaniak       | (I. János fia, 1296-tól szász–lauenburgi herceg, ld. alul). |
| I. Erik (*1280/1282)              | hcg.: 1282 – 1296, ld. a lap alján         | Askaniak       | (I. János fia, 1296-tól szász–lauenburgi herceg, ld. alul). |
| I. Rudolf (* 1284 k.)             | hcg.: 1298, †1356. március 12.             | Askaniak       | (III. Albert fia).                                          |
| II. Rudolf (* 1307 k.)            | hcg.: 1356, †1370. december 6.             | Askaniak       | (I. Rudolf fia).                                            |
| Vencel (* 1337 k.)                | hcg.: 1370, †1388. május 15.               | Askaniak       | (I. Rudolf fia).                                            |
| III. Rudolf (* 1373 k.)           | hcg.: 1388, †1419. június 11.              | Askaniak       | (Vencel fia).                                               |
| IV. Albert (* 1375 k.)            | hcg.: 1419, †1422. november 27.            | Askaniak       | (Vencel fia).                                               |

## Az egységes szász választófejedelemség időszaka (1423–1485)
| Név                                         | Uralkodása                       | Dinasztia | Megjegyzések       |
| ------------------------------------------- | -------------------------------- | --------- | ------------------ |
| I. Harcias Frigyes (* 1370. április 11.)    | vfj.: 1423, †1428. január 4.     | Wettinek  |                    |
| II. Előkelő Frigyes (* 1412. augusztus 22.) | vfj.: 1428, †1464. szeptember 7. | Wettinek  | (I. Frigyes fia).  |
| Ernő (* 1441. március 24.)                  | vfj.: 1464–1485, ld. alább       | Wettinek  | (II. Frigyes fia). |
| III. Vakmerő Albert (* 1443. január 27.)    | hcg.: 1464–1485, ld. alább       | Wettinek  | (II. Frigyes fia). |

## A felosztott Szászország (1485–1547)

### Szász–Weimar választófejedelmei (1485–1547)
| Név                                              | Uralkodása                                           | Dinasztia | Megjegyzések                                            |
| ------------------------------------------------ | ---------------------------------------------------- | --------- | ------------------------------------------------------- |
| Ernő                                             | vfj.: 1485, †1486. augusztus 26.                     | Wettinek  | (II. Frigyes fia).                                      |
| III. Bölcs Frigyes (* 1463. január 17.)          | vfj.: 1486, †1525. május 5.                          | Wettinek  | (Ernő fia).                                             |
| Állhatatos János (* 1468. június 30.)            | vfj.: 1525, †1532. augusztus 16.                     | Wettinek  | (Ernő fia).                                             |
| I. Nemesszívű János Frigyes (* 1503. június 30.) | vfj.: 1532, trf.: 1547. május 19., †1554. március 3. | Wettinek  | (Állhatatos János fia).                                 |
| János Ernő (* 1521. május 10.)                   | hcg.: 1542, †1553. február 8.                        | Wettinek  | (Állhatatos János legkisebb fia, szász–coburgi herceg). |

- 1547 után I. János Frigyes és utódai – az Ernő fejedelemről (és a dinasztia ágáról) elnevezett – úgynevezett ernesztida szász hercegségekben uralkodtak:

### Szász–Meissen hercegei (1485–1547)
| Név                                         | Uralkodása                        | Dinasztia | Megjegyzések               |
| ------------------------------------------- | --------------------------------- | --------- | -------------------------- |
| III. Vakmerő Albert                         | hcg.: 1485, †1500. szeptember 12. | Wettinek  | (II. Frigyes fia).         |
| Nagyszakállú György (* 1471. augusztus 27.) | hcg.: 1500, †1539. április 17.    | Wettinek  | (III. Vakmerő Albert fia). |
| IV. Kegyes Henrik (* 1473. március 16.)     | hcg.: 1539, †1541. augusztus 18.  | Wettinek  | (III. Vakmerő Albert fia). |
| Móric (* 1521. március 21.)                 | hcg.: 1541–1547, ld. alább        | Wettinek  | (IV. Kegyes Henrik fia).   |

## Szász Választófejedelemség(1547–1806)
| Név                                        | Uralkodása                        | Dinasztia | Megjegyzések                                                        |
| ------------------------------------------ | --------------------------------- | --------- | ------------------------------------------------------------------- |
| Móric (* 1521. március 21.)                | vfj.: 1547, †1553. július 9.      | Wettinek  | (IV. Kegyes Henrik fia).                                            |
| Ágost (* 1526. július 31.)                 | vfj.: 1553, †1586. február 11.    | Wettinek  | (Móric öccse).                                                      |
| I. Keresztély (* 1560. október 29.)        | vfj.: 1586, †1591. szeptember 25. | Wettinek  | (Ágost fia).                                                        |
| II. Keresztély (* 1583. szeptember 23.)    | vfj.: 1591, †1611. június 23..    | Wettinek  | (I. Keresztély fia).                                                |
| I. János György (* 1585. március 5.)       | vfj.: 1611, †1656. október 8.     | Wettinek  | (II. Keresztély öccse).                                             |
| II. János György (* 1613. május 31.)       | vfj.: 1656, †1680. augusztus 22.  | Wettinek  | (I. János György fia).                                              |
| III. János György (* 1647. június 20.)     | vfj.: 1680, †1691. szeptember 12. | Wettinek  | (II. János György fia).                                             |
| IV. János György (* 1668. október 18.)     | vfj.: 1691, †1694. április 27.    | Wettinek  | (III. János György fia).                                            |
| I. Frigyes Ágost (* 1670. május 12.)       | vfj.: 1694, †1733. február 1.     | Wettinek  | (IV. János György öccse, II. (Erős) Ágost néven lengyel király is). |
| II. Frigyes Ágost (* 1696. október 17.)    | vfj.: 1733, †1763. október 5.     | Wettinek  | (I. Frigyes Ágost fia, III. Ágost néven lengyel király is).         |
| Frigyes Keresztély (* 1722. szeptember 5.) | vfj.: 1763, †1763. december 17.   | Wettinek  | (II. Frigyes Ágost fia).                                            |
| III. Frigyes Ágost (* 1750. december 23.)  | vfj.: 1763–1806                   | Wettinek  | (Frigyes Keresztély fia, 1806-tól I. Frigyes Ágost néven király).   |

## Szász Királyság(1806–1918)
| Név                                    | Uralkodása                                              | Dinasztia | Megjegyzések                                          |
| -------------------------------------- | ------------------------------------------------------- | --------- | ----------------------------------------------------- |
| I. Frigyes Ágost (király)              | kir.: 1806, †1827. május 5.                             | Wettinek  | (1806-ig III. Frigyes Ágost néven választófejedelem). |
| I. Antal (* 1755. december 27.)        | kir.: 1827, †1836. június 6.                            | Wettinek  | (I. Frigyes Ágost király öccse).                      |
| II. Frigyes Ágost (* 1797. május 18.)  | kir.: 1836, †1854. augusztus 9.                         | Wettinek  | (I. Antal király unokaöccse, Miksa koronaherceg fia). |
| I. János (* 1801. december 12.)        | kir.: 1854, †1873. október 29.                          | Wettinek  | (II. Frigyes Ágost király öccse).                     |
| I. Albert (* 1828. április 23.)        | kir.: 1873, †1902. június 19.                           | Wettinek  | (I. János király fia).                                |
| I. György (* 1832. augusztus 15.)      | kir.: 1902, †1904. október 15.                          | Wettinek  | (I. Albert király öccse).                             |
| III. Frigyes Ágost (* 1865. május 25.) | kir.: 1904, lm.: 1918. november 13., †1932. február 18. | Wettinek  | (I. György király fia, Szászország utolsó királya).   |

## Szász–Lauenburgi Hercegség(1296–1689)
| Név                                                                                       | Uralkodása                                  | Dinasztia | Megjegyzések                                  |
| ----------------------------------------------------------------------------------------- | ------------------------------------------- | --------- | --------------------------------------------- |
| Szász–Mölln (1303 – 1401)                                                                 |                                             |           |                                               |
| II. János (*1275 k.)                                                                      | hcg.: 1296, †1322. április 22.              | Askaniak  | (1303-tól csak Szász–Möllnben.)               |
| V. Albert (*1315)                                                                         | hcg.: 1322, †1343                           | Askaniak  | (II. János fia).                              |
| III. János (*1335 k.)                                                                     | hcg.: 1343, †1356                           | Askaniak  | (V. Albert fia).                              |
| VI. Albert (*1335 k.)                                                                     | hcg.: 1356, †1370                           | Askaniak  | (V. Albert fia).                              |
| IV. Erik (*1340 k.)                                                                       | hcg.: 1370, †1401. május 25.                | Askaniak  | (V. Albert fia).                              |
| V. Erik                                                                                   | hcg.: 1401–1412, ld alább                   | Askaniak  | (IV. Erik fia).                               |
| IV. János                                                                                 | hcg.: 1401–1412, ld. alább                  | Askaniak  | (IV. Erik fia).                               |
| Szász–Ratzeburg (1303 – 1308)                                                             |                                             |           |                                               |
| IV. Albert (*1281)                                                                        | hcg.: 1296, †1308                           | Askaniak  | (1303-tól csak Szász–Ratzeburgban.)           |
| Szász–Bergedorf–Lauenburg (1303 – 1412)                                                   |                                             |           |                                               |
| I. Erik (*1280/1282)                                                                      | hcg.: 1296–1338, †1361                      | Askaniak  | (1303-tól csak Szász–Bergedorf–Lauenburgban.) |
| II. Erik (*1318/1320)                                                                     | hcg.: 1338, †1368                           | Askaniak  | (I. Erik fia).                                |
| III. Erik (*1354)                                                                         | hcg.: 1368, †1412. június 21.               | Askaniak  | (II. Erik fia).                               |
| Egyesített Szász–Lauenburgi Hercegség (1412 – 1689)                                       |                                             |           |                                               |
| V. Erik (2x)                                                                              | hcg.: 1412, †1435 vége                      | Askaniak  | (1412-ig csak Szász–Möllnben.)                |
| IV. János (2x)                                                                            | hcg.: 1412, †1414                           | Askaniak  | (1412-ig csak Szász–Möllnben.)                |
| IV. Bernát (*1392?)                                                                       | t.-ur.: 1426, hcg.: 1436, †1463. július 16. | Askaniak  | (IV. Erik fia).                               |
| V. János (*1439. július 18.)                                                              | hcg.: 1463, †1507. augusztus 15.            | Askaniak  | (IV. Bernát fia).                             |
| I. Magnus (*1488. január 1.)                                                              | hcg.: 1507, †1543. augusztus 1.             | Askaniak  | (V. János fia).                               |
| I. Ferenc (*1510)                                                                         | hcg.: 1543–1571, ld. alább                  | Askaniak  | (I. Magnus fia).                              |
| II. Magnus (*1543)                                                                        | hcg.: 1571–1573, †1603. május 14.           | Askaniak  | (I. Ferenc fia).                              |
| I. Ferenc (2x)                                                                            | hcg.: 1573, †1581. március 19.              | Askaniak  |                                               |
| II. Ferenc (*1547. augusztus 10.)                                                         | hcg.: 1581, †1619. július 2.                | Askaniak  | (I. Ferenc fia).                              |
| Móric (*1551)                                                                             | hcg.: 1581, †1612. november 2.              | Askaniak  | (I. Ferenc fia).                              |
| Ágost (*1577. február 17.)                                                                | hcg.: 1619, †1656. január 18.               | Askaniak  | (II. Ferenc fia).                             |
| Gyula Henrik (*1586. április 9.)                                                          | hcg.: 1656, †1665. november 20.             | Askaniak  | (II. Ferenc fia).                             |
| Ferenc Erdmann (*1629. február 25.)                                                       | hcg.: 1665, †1666. július 30.               | Askaniak  | (Gyula Henrik fia).                           |
| Gyula Ferenc (*1641. szeptember 16.)                                                      | hcg.: 1666, †1689. szeptember 30.           | Askaniak  | (Gyula Henrik fia).                           |
| 1689-ben kihal az ág, a hercegséget a Hannoveri-ház, 1814-től az Oldenburg-ház birtokolja |                                             |           |                                               |